# Gary Numan
Gary Numan, né Gary Anthony James Webb le 8 mars 1958 à Hammersmith, Londres, est un chanteur, guitariste et claviériste britannique révélé en 1979, avec son groupe Tubeway Army, grâce à l'album Replicas, et remarqué grâce au hit Are 'Friends' Electric?. Il a enchaîné plusieurs succès dans la veine « synthpop », avec des chansons comme Cars, She's Got Claws, We Take Mystery (To Bed) ou I Die:You Die. Le titre I Dream of Wires  (album Telekon) a été repris par Robert Palmer (album Clues). Son style s'est fait plus violent à la fin des années 1990 et se rapproche même de la nouvelle scène du rock industriel représentée par des groupes comme Nine Inch Nails, dont un batteur a fait quelques tournées avec lui, ou Ministry. De nombreux groupes de reprises sont dédiés au musicien, et Gary Numan est considéré comme l'un des grands noms de la musique électronique.

## Biographie

### Débuts et création de Tubeway Army (1958-1978)
Gary Anthony James Webb est né le 8 mars 1958 à Hammersmith, à l'ouest de Londres, fils d'un chauffeur d'autobus employé par British Airways à l'aéroport d'Heathrow. À l'âge de 15 ans, son père lui achète une Gibson Les Paul Sunburst, qu'il considère comme son bien le plus précieux. Il joue dans différents groupes, dont Mean Street et Lasers, avant de former Tubeway Army avec son oncle Jess Lidyard à la batterie et Paul Gardiner à la basse. Il découvre alors le synthétiseur Moog. Son nom de scène était initialement « Valériun ». Il déclare qu'il a le syndrome d'Asperger et que la vision du monde que cela lui offre est quelque chose dont il ne souhaiterait jamais se séparer.
Mêlant punk et new wave moderne (notamment celle d'Ultravox), le groupe a joué parmi la scène punk et a signé un contrat chez Beggars Banquet, enregistrant ainsi leur premier album, intitulé Tubeway Army. Sorti le 14 novembre 1978, ce premier opus a été tiré à 5 000 exemplaires. Si l'album n'a pas eu le succès escompté, il a permis de développer la fascination de Numan pour l'univers de la science-fiction.

### La «trilogie machinale» (1979-1980)
Ce n'est qu'à partir de 1979 que Tubeway Army se fait connaître du grand public avec un second album, Replicas, paru en avril. Numan s'inspire des écrits de Philip K. Dick (notamment Les androïdes rêvent-ils de moutons électriques ?) pour composer les singles Down in the Park et surtout Are 'Friends' Electric?, qui triomphe en se classant premier du hit-parade britannique. L'album Replicas est un énorme succès au Royaume-Uni avec plus de 100 000 copies écoulées. C'est également le premier album de ce que Numan appela plus tard la phase « machinale » de sa carrière, précédant The Pleasure Principle et Telekon. Cette « phase » relie les albums par des thèmes communs comme la science-fiction, le futur, les transmutations de l'homme en machine, appuyée par une imagerie androgyne et des sonorités basiques, garage, synthétiques.
Le 7 septembre 1979, à peine cinq mois après le succès de Replicas, Gary Numan publie The Pleasure Principle, cette fois-ci sous son nom et non plus celui du groupe, même si les musiciens restent les mêmes. Ce premier album « solo » reste le plus gros succès commercial et critique de Numan, notamment grâce au tube Cars qui est no 1 en France, au Royaume-Uni et au Canada. D'autres titres comme Films ou Metal, bien qu'ils ne soient jamais sortis en single, deviennent des classiques souvent joués sur scène. Durant la tournée qui suit, The Touring Principle, Numan affirme son style synthétique et robotique sur scène. Au cours de cette période, la musique de Numan a généré une base de fans appelés "Numanoids", qui l'ont soutenu à travers la seconde moitié des années 1980. La captation live de la tournée est considérée comme étant la première à avoir été commercialisée.
Un an plus tard, Telekon clôt la trilogie « machinale » et est le troisième numéro 1 consécutif de Numan au Royaume-Uni. L'album réintroduit les guitares et Numan y évoque son mal-être face à cette popularité grandissante. Dans la foulée, il annonce une tournée d'adieu qui culmine avec trois dates à la Wembley Arena de Londres.

### Expérimentations et déclin commercial (1981-1993)
La décision de prendre sa retraite est de courte durée : en 1981, Numan sort Dance, un album plus expérimental qui navigue entre jazz, funk et pop. L'album connaît un succès moindre que ses prédécesseurs, bien que le single She's Got Claws se classe 6e. Numan est vite submergé par la vague new wave qui grandit en Angleterre avec Duran Duran ou Depeche Mode et l'imagerie de Numan devient galvaudée. Dans la même veine, I, Assassin marque la dernière tournée que Numan donne aux États-Unis avant 1996.
Par la suite, Gary Numan essaye de changer de style sans pour autant réussir à renouer avec le succès des débuts : en guerrier type Mad Max sur Warriors (1983), peinturluré de blanc et de bleu sur Berseker (1984) ou en costume trois-pièces blanc sur The Fury (1985). À partir de 1984, ses albums sont désormais produits par sa propre maison de disques, Numa, et non plus Beggars Banquet Records. S'ajoutant à l'échec commercial de Numa Records et de ses différents albums, la fortune en propre de Numan, qu'il a amassée depuis la fin des années 1970, s'amenuise. Se tournant vers une synthpop plus simpliste, Numan est confronté à une sérieuse traversée du désert, entre les multiples échecs commerciaux de ses albums — Strange Charm en 1986, Metal Rhythm en 1988, Outland en 1991 — et une ringardisation de son image. De l'aveu du chanteur, Machine + Soul (1992) est son « pire album, [sa] pire période et [sa] pire vente ».

### Renaissance et reconnaissance (1994-2012)
En 1994, Numan décide de ne plus tenter de revenir sur le marché de la pop et de se concentrer plutôt sur des thèmes plus personnels, y compris son athéisme affiché. Sa future épouse Gemma l'encourage à se débarrasser des influences de ses dernières années et lui fait notamment découvrir les derniers albums de Depeche Mode ou de Nine Inch Nails. Numan réévalue sa carrière et s'oriente vers une direction plus dure, plus industrielle avec les chansons de l'album Sacrifice, sur lequel il joue presque tous les instruments. Le son plus dur et plus sombre est très bien accueilli par la critique, même si les ventes ne suivent pas. Petit à petit, Numan gagne une nouvelle génération de fans. En effet, en pleine vague rock industriel, beaucoup de groupes phares du mouvement comme Nine Inch Nails ou Marilyn Manson expriment leur goût pour la musique de Numan, influence première de leur propre musique. L'influence va dans les deux sens ; Numan affirme que la chanson Closer de Nine Inch Nails, « son single préféré », a influencé sa musique. Sacrifice est le dernier album fait par Numan avant de fermer définitivement Numa Records. Ses deux albums studio suivants, Exile (1997) et Pure (2000), bien accueillis par la critique, contribuent grandement à restaurer sa réputation. Il y évoque des thèmes plus religieux et mystiques. Numan fait une tournée aux États-Unis pour promouvoir Exile, s'y produisant pour la première fois depuis 1983.
Au début des années 2000, beaucoup d'artistes, comme Nine Inch Nails, Foo Fighters ou Afrika Bambaataa, reprennent les classiques du chanteur. C'est aussi à cette époque que ses anciens albums commencent à être réédités. En 2006, Jagged permet au chanteur d'organiser une tournée mondiale d'envergure, la première depuis plus de vingt ans. Entre 2008 et 2010, pour fêter les 30 ans respectifs de ces albums, Numan réinterprète Replicas, The Pleasure Principle et Telekon en intégralité sur scène ; il continue à le faire jusqu'en 2016. Parallèlement, il sort son dix-neuvième album Dead Son Rising en 2011, qui confirme sa popularité renaissante.

### Confirmation de la «légende Numan» (2013-)
À partir de 2013, Gary Numan renoue avec le succès commercial : Splinter (Songs from a Broken Mind) est son premier album depuis trente ans à atteindre le top 20 anglais. Une tournée de 96 dates se conclut au Hammersmith Apollo devant 4 000 fans.
En 2017, c'est avec Savage (Songs from a Broken World) que Numan fait son retour. La conception de l'album a commencé en 2015 par un financement participatif, via PledgeMusic, invitant les donateurs à donner leurs avis sur une chanson, et leur proposant d'obtenir l'album avant sa sortie officielle. Le premier single, My Name Is Ruin, est chanté en duo avec sa fille Persia, qui vient par la suite accompagner son père sur quelques dates. L'album développe un thème post-apocalyptique dans lequel Numan imagine un monde désertique, aux perspectives incertaines. Savage démarre à la deuxième place du top albums anglais et sa sortie est suivie par une tournée de deux ans et 70 dates.

## Discographie

### Singles et EP
Avec Tubeway Army (1978-1979) :
- That's Too Bad (1978)
- Bombers (1978)
- Down In The Park (1979)  Royaume-Uni #197
- Are 'Friends' Electric? (1979)  Royaume-Uni #1  France #1

En solo :
- Cars (1979)  Royaume-Uni #1,  États-Unis #9,  France #1
- Complex (1979)  Royaume-Uni #6
- We Are Glass (1980)  Royaume-Uni #5
- I Die : You Die (1980)  Royaume-Uni #6
- This Wreckage (1980)  Royaume-Uni #20
- Stormtrooper in Drag (1981) - avec Paul Gardiner, bassiste et cofondateur de Tubeway Army  Royaume-Uni #49
- She's Got Claws (1981)  Royaume-Uni #6
- Music for Chameleons (1982)  Royaume-Uni #19
- We Take Mystery (to Bed) (1982)  Royaume-Uni #9
- White Boys and Heroes (1982)  Royaume-Uni #20
- Warriors (1983)  Royaume-Uni #20
- Sister Surprise (1983)  Royaume-Uni #32
- Berserker (1984)  Royaume-Uni #32
- My Dying Machine (1984)  Royaume-Uni #66
- Change Your Mind (1985)
- The Live EP (1985)  Royaume-Uni #27
- Your Fascination(1985)  Royaume-Uni #46
- Creatures (1985)  Royaume-Uni #47
- Call Out the Dogs (1985)  Royaume-Uni #49
- Miracles (1985)  Royaume-Uni #49
- This Is Love (1986)  Royaume-Uni #28
- I Can't Stop (1986)  Royaume-Uni #27
- New Thing from London Town (1986)
- I Still Remember (1986)  Royaume-Uni #74
- Radio Heart (1987)
- London Times (1987)
- Cars (E Reg Model) (1987) - remix  Royaume-Uni #16
- All Across the Nation (1987)
- No More Lies (1988)
- New Anger (1988)  Royaume-Uni #46
- America (1988)  Royaume-Uni #49
- I'm on Automatic (1989)  Royaume-Uni #44
- Heart (1991)  Royaume-Uni #43
- My World Storm (1991)  États-Unis #46 (Hot Dance Club Chart)
- Emotion (1991)
- The Skin Game(1992)  Royaume-Uni #68
- Machine + Soul (1992)  Royaume-Uni #72
- Cars ('93 Sprint) (1993) - remix  Royaume-Uni #53
- Like a Refugee (I Won't Cry) (1994)
- A Question of Faith (1994)
- Absolution (1995)
- Dark Light - The Live EP (1995)
- Dominion Day (1998)
- RIP (2002)  Royaume-Uni #29
- Crazier (2003)  Royaume-Uni #13
- In a Dark Place (2006)

### Albums
Cette liste ne comprend pas les compilations non autorisées.
Albums studio :
- 1978 Tubeway Army — aussi connu comme « l'album bleu », réédité en 1979, tirage original 5 000 exemplaires,  Royaume-Uni #14
- 1979 Replicas,  Royaume-Uni #1
- 1979 The Pleasure Principle — premier album sous le nom de Gary Numan,  Royaume-Uni #1
- 1980 Telekon,  Royaume-Uni #1
- 1981 Tubeway Army Featuring Gary Numan - First Album
- 1981 Dance,  Royaume-Uni #3
- 1982 I, Assassin,  Royaume-Uni #8
- 1983 Warriors,  Royaume-Uni #12
- 1984 Berserker,  Royaume-Uni #45
- 1984 The Plan,  Royaume-Uni #29
- 1985 The Fury,  Royaume-Uni #24
- 1986 Strange Charm,  Royaume-Uni #59
- 1987 Exhibition,  Royaume-Uni #43
- 1988 Metal Rhythm,  Royaume-Uni #48
- 1989 Automatic,  Royaume-Uni #59
- 1990 Outland,  Royaume-Uni #39
- 1992 Machine + Soul,  Royaume-Uni #42
- 1994 Sacrifice
- 1995 Dark Light
- 1995 Human — Gary Numan et Michael R. Smith, album instrumental
- 1997 Dawn — réédition américaine de Sacrifice ; mêmes titres et ordre
- 1997 Exile,  Royaume-Uni #47
- 1998 The Mix
- 1999 The Radio One Recordings (1979)
- 2000 Pure,  Royaume-Uni #58
- 2002 Exposure,  Royaume-Uni #53
- 2002 Disconnection
- 2003 Hybrid
- 2006 Jagged Edge,  Royaume-Uni #59
- 2008 Engineers
- 2008 Replicas Redux
- 2009 The Pleasure Principle 30th Anniversary Edition
- 2011 Dead Son Rising
- 2013 Splinter (Songs from a Broken Mind),  Royaume-Uni #20
- 2017 Savage (Songs from a Broken World)
- 2021 Intruder

Albums en concert :
- 1981 Living Ornaments '79 '80,  Royaume-Uni #2
- 1981 Living Ornaments '79,  Royaume-Uni #47
- 1981 Living Ornaments '80
- 1985 White Noise - Live
- 1987 Ghost
- 1989 The Skin Mechanic
- 1994 Dream Corrosion
- 1995 Dark Light
- 1998 Living Ornaments '81
- 1999 The Radio One Recordings
- 2003 Scarred
- 2003 Reconnected: Live and More
- 2004 Live at Shepherd's Bush Empire
- 2004 Hope Bleeds
- 2004 Live In London
- 2005 Fragment 1/04
- 2005 Fragment 2/04
- 2007 The Complete John Peel Sessions
- 2007 Jagged Live
- 2008 Engineers
- 2008 Telekon-Live
- 2010 The Pleasure Principle Live
- 2011 Decoder (Live In Australia)
- 2012 Big Noise Transmission
- 2013 Machine Music Live
- 2016 Obsession — Live At The Hammersmith Eventim Apollo
- 2016 Here in the Black — Live at Hollywood Forever Cemetery
- 2019 When the Sky Came Down (Live at The Bridgewater Hall, Manchester)

### Compilations
- 1982 New Man Numan: The Best Of Gary Numan
- 1984 The Plan
- 1987 Exhibition — 2 CD
- 1990 Asylum
- 1992 Isolate
- 1993 The Best of Gary Numan 1978-1983
- 1994 Here I Am
- 1996 The Premier Hits
- 1999 Nicholson / Numan 1987-1994 — Hugh Nicholson figure sur Radio Heart et Dadadang.
- 1999 New Dreams For Old
- 2002 Disconnection
- 2002 Exposure
- 2003 Hybrid
- 2003 Reconnected: Live 'n' More
- 2004 Resonator (Pioneer of Sound)
- 2008 Jagged Edge — versions alternatives et remixées de l'album Jagged de 2006, album double.
- 2012 Dead Moon Falling — édition remixée de chansons de l'album Dead Son Rising, en plus d'une nouvelle chanson nommée For You et une chanson en collaboration avec Andy Gray, Petals.

### Collaborations
- 1980 : Clues de Robert Palmer — claviers sur I dream of wires, Found You Now coécrit avec Robert Palmer.
- 1982 : Maybe It's Live de Robert Palmer — claviers sur Style Kills, écrite par Palmer et Numan.
- 1984 : Touchpaper de Claire Hamill -— claviers sur Ultra Violet Light.
- 1984 : Intolerance de Tik & Tok — synthétiseurs sur Show Me Something Real et A Child With The Ghost.
- 1987 : Radio Heart/Radio Heart (Instrumental) de Radio Heart — chant sur la face A.
- 1994 : Like A Refugee (I Won't Cry) de Dadadang — chant.
- 1997 : Obsolete de Fear Factory — voix sur le morceau titre.
- 1998 : I Can't Believe It's Not Plankton de The High Kings Of Tara — voix sur Mars (Is Heaven)
- 2000 : Hyacinths And Thistles de The 6Ths — chant sur The Sailor In Love With The Sea
- 2000 : Tubeway Army Featuring Gary Numan - The Dramatis Project — chant sur Love Needs No Disguise
- 2000 : The Self Same Thing de Dubstar — chant sur Redirected Mail - EP de 4 chansons.
- 2003 : Eargasm de Plump Djs — chant sur Pray For You, écrite par Gary Numan.
- 2003 : Radio JXL: A Broadcast From The Computer Hell Cabin de Junkie XL — chant sur Angels et Angels (12 Inch Cut) 2 CD.
- 2004 : Violent Silences de Rico — chant sur Crazier.
- 2004 : Dark Matter Moving at the Speed of Light de Afrika Bambaataa — chœurs sur la reprise de sa chanson Metal.
- 2007 : Artificial Perfect de Ade Fenton — chant sur 4 chansons
- 2011 : Gloss Drop de Battles — sur My Machines.
- 2011 : Society Of The Spectacle de South Central — chant et texte sur Crawl.
- 2012 : Petals [Remixes] — EP de Officers — chant sur Petals (EP de 4 titres).
- 2014 : chant sur Long Way Down, composition de Masafumi Takada et Rich Dickerson pour le jeu vidéo The Evil Within.
- 2016 : Dama de Titan — chant sur Dark Rain
- 2016 : Electronica 2 - The Heart Of Noise de Jean-Michel Jarre — Here For You — composition.
- 2016 : Another Fall From Grace de The Mission — chant sur Within The Deepest Darkest (Fearful).

### Albums Hommage
- 1996 : Razormaid Presents: A Tribute To Gary Numan: Heightened Anxiety — Gary Numan sur This Disease (Remix), I Can't Stop it, My Dying Machine et Cars, ainsi que sur I'm On Automatic, No More Lies, Change Your Mind (Chapter 7 Mix) et Change Your Mind (CD Mix) sous le nom Sharpe & Numan. Aussi présents sur cet album, Hohokam et Tessa Niles.
- 1998 : Random
- 1998 : Random 2

## Vidéographie
- 1979 : The Touring Principle '79
- 1982 : Micromusic — réédité en DVD en 2010.
- 1982 : Newman Numan The Best Of Gary Numan
- 1985 : Berserker — réédité en 2005 en DVD.
- 1992 : Shadow Man
- 2005 : Berserker — réédition de l'édition VHS de 1985.
- 2005 : Hope Bleeds
- 2008 : Broadcasting Live (30th Anniversary Special Edition)
- 2008 : Cold Warning
- 2009 : Conversation (The Pleasure Principle Tour 2009 DVD Programme) - interview avec Steve Malins.
- 2010 : Micromusic — réédition de l'édition VHS de 1982.
- 2011 : Decoder
- 2012 : Machine Music The Best Of Gary Numan — coffret 2 DVD Compilation de vidéo-clips + diverses performances live.
- 2013 : Splintered - The making of Splinter de Gary Numan & Ade Fenton — contient une interview avec Ade Fenton et Music demos from Splinter.
- 2016 : Android In La La Land
- 2017 : Legacy - Live Liverpool Olympia September 16th 2016

### Bande originale de film
- 1991 The Unborn

### Production
- 1981 : Stars/Eye To Eye de Nicky Robson.